# Wuning (sockenhuvudort i Kina, Zhejiang Sheng, lat 29,26, long 120,23)
Wuning (kinesiska: 吴宁, 吴宁街道) är en sockenhuvudort i Kina. Den ligger i provinsen Zhejiang, i den östra delen av landet, omkring 110 kilometer söder om provinshuvudstaden Hangzhou. Antalet invånare är 102 122. Befolkningen består av 51 492 kvinnor och 50 630 män. Barn under 15 år utgör 15,0 %, vuxna 15-64 år 56 %, och äldre över 65 år 7,0 %.
Runt Wuning är det tätbefolkat, med 427 invånare per kvadratkilometer. Närmaste större samhälle är Dongyang, 1,1 km nordväst om Wuning. Runt Wuning är det i huvudsak tätbebyggt.
Genomsnittlig årsnederbörd är 2 143 millimeter. Den regnigaste månaden är juni, med i genomsnitt 396 mm nederbörd, och den torraste är januari, med 70 mm nederbörd.